# Zakučac (ruralna cjelina)
Ruralna cjelina Zakučac, ruralna cjelina dijela sela Zakučca, na području Grada Omiša.

## Povijest
Zakučac se nalazi u Donjim Poljicima nekoliko kilometara od ušća Cetine, u blizini hidroelektrane. Selo je zbijeno, a centar se nalazi oko "funtane". Glavna cesta je asfaltirana dok su sporedni putovi makadamski. Crkva i groblje su od sela udaljeni oko 700 metara. Okućnice čine stambena kuća, s konobom u prizemlju i kuhinja-potleušica. Kuće su građene od obrađenog ili neobrađenog kamena, vezanog vapnom ili zidane "u suho". Kuće imaju balaturu ispod koje je lučni ili ulaz u konobu uokviren kamenim pragovima. Selo je imalo mlin koji je potopljen izgradnjom hidroelektrane.

## Zaštita
Pod oznakom RST-0743-1973. zavedena je kao nepokretno kulturno dobro - kulturno-povijesna cjelina, pravna statusa zaštićena kulturnog dobra, klasificirano kao "kulturno-povijesna cjelina".